# 伏木港站
伏木港站（日语：／ Fushiki-kō eki */?）是位於富山縣高岡市，加越能鐵道伏木線的電車站（廢站）。

## 歷史
- 1948年（昭和23年）4月10日：富山地方鐵道伏木線的車站啟用[1]。
- 1959年（昭和34年）4月1日：路線轉讓給加越能鐵道[1]。
- 1967年（昭和42年）11月10日：電車站完成改建[2]。
- 1971年（昭和46年）9月1日：伏木線廢除，此站也被廢除[1]。

## 車站構造
車站在1967年（昭和42年）11月進行改建。在改建後，月台全長30米並設有上蓋。在舊站中設有售票處。在改建後，定期票與回數乘車票等售票業務委托一間位於站前川邊的商店負責（簡易委託車站）。

## 相鄰車站
加越能鐵道
伏木線
古府口－伏木港

## 注腳
1. 1 2 3  今尾惠介《日本鐵道旅行地圖帳 6號北信越》（新潮社、2008年）p.34
2. 1 2 3  「伏木港電停 改築が完成」《富山新聞》（9頁），1967年（昭和42年）11月8日，富山新聞社

## 相關項目
- 日本鐵路車站列表 Fu